# Mansión de Reģi
La Mansión de Reģi (en letón: Reģu muižas pils; en alemán: Gut Reggen) es una casa señorial en la población de Reģi en la parroquia de Alsunga, municipio de Kuldīga en la región de Curlandia de Letonia. 

## Historia
Gut Reggen es mencionada por primera vez en escritos de alrededor de 1253. En 1704, según Edgar Dunsdorf, la mansión junto con la mansión Almahlen (Almāles muiža), pertenecía a la familia von Schlippenbach. Después la mansión pasó a ser propiedad de la familia Štempeļi. La actual mansión fue construida en 1890, seguramente de acuerdo al diseño de Paul Max Bertschy. Hasta la reforma agraria en Letonia, la mansión fue de propiedad privada. Después la mansión se convirtió en propiedad estatal, se fundó un hospital ahí, y después la residencia de mayores de "Regi". El 22 de febrero de 2007, un fuego devastó la residencia de Regi, matando a 23 de los 90 residentes. Es el peor incendio en la historia de Letonia. Después del incendio, la residencia fue cerrada y sus residentes se trasladaron a Gudenieki.
El empresario Valentīns Kokalis compró el devastado edificio en una subasta en 2011 para construir un hotel. Después del incendio, la Asociación Letona de Castillos y Mansiones hizo una llamada para la preservación y restauración del edificio.